# Wzór Barkhausena
Wzór Barkhausena – zależność wiążąca parametry charakteryzujące triodę. Ma on postać
{\displaystyle S\cdot R\cdot D=1,}
gdzie
S – stromość (nachylenie) charakterystyki lampy,
R – opór wewnętrzny lampy,
D – przechwyt siatki (0 < D < 1).
Parametry te opisywane są przez następujące wzory
{\displaystyle S=\left({\frac {\partial {I}}{\partial {V_{S}}}}\right)_{V_{A}},}
czyli pochodna cząstkowa całkowitego prądu po potencjale siatki przy stałym potencjale anody, i analogicznie
{\displaystyle R=\left({\frac {\partial {V_{A}}}{\partial {I}}}\right)_{V_{S}}}
{\displaystyle D=\left({\frac {\partial {V_{S}}}{\partial {V_{A}}}}\right)_{I}}
Natężenie prądu I jest sumą natężeń prądu anodowego i prądu siatki.